# Li Gyong-ae
Li Gyong-ae (ur. 25 sierpnia 1976) – północnokoreańska biegaczka narciarska.
Uczestniczyła w zimowych igrzyskach w 1992, na których wystąpiła w biegu na 5 km i zajęła 61. miejsce z czasem 18:54,1. Jest najmłodszym uczestnikiem olimpijskich zawodów w biegach narciarskich.